# Convocazioni al Montreux Volley Masters 2010
Elenco delle giocatrici convocate per il Montreux Volley Masters 2010.

## Cina
| N° | Nome         | Ruolo | Data di nascita   | Squadra  |
| -- | ------------ | ----- | ----------------- | -------- |
| -  | Wang Baoquan | All   | -                 | -        |
| 1  | Wang Yimei   | S/O   | 11 gennaio 1988   | Liaoning |
| 2  | Zhang Lei    | S/O   | 11 gennaio 1985   | Shanghai |
| 4  | Hui Ruoqi    | S     | 4 marzo 1991      | Jiangsu  |
| 5  | Luo Yu       | C     | 27 febbraio 1987  | Zhejiang |
| 6  | Wang Nan     | P     | 13 agosto 1984    | Shandong |
| 8  | Wei Qiuyue   | P     | 26 settembre 1988 | Tianjin  |
| 9  | Wang Qian    | L     | 14 marzo 1989     | Tianjin  |
| 10 | Li Juan      | S     | 15 maggio 1981    | Tianjin  |
| 11 | Xu Yunli     | C     | 2 agosto 1987     | Fujian   |
| 12 | Xue Ming     | C     | 23 febbraio 1987  | Beijing  |
| 14 | Chen Liyi    | S     | 27 aprile 1989    | Tianjin  |
| 15 | Ma Yunwen    | C     | 19 ottobre 1986   | Shanghai |

## Cuba
| N° | Nome              | Ruolo | Data di nascita  | Squadra          |
| -- | ----------------- | ----- | ---------------- | ---------------- |
| -  | Juan Carlos Gala  | All   | -                | -                |
| 1  | Wilma Salas       | -     | 9 marzo 1991     | Santiago de Cuba |
| 2  | Yanelis Santos    | P/O   | 30 marzo 1986    | Ciego de Ávila   |
| 4  | Yoana Palacio     | C     | 6 ottobre 1990   | Ciudad Habana    |
| 6  | Daimara Lescay    | -     | 5 settembre 1992 | Holguín          |
| 7  | Lisbet Arredondo  | L     | 22 novembre 1987 | Villa Clara      |
| 9  | Rachel Sánchez    | C     | 9 novembre 1981  | Pinar del Río    |
| 10 | Ana Cleger        | P/O   | 27 novembre 1989 | Santiago de Cuba |
| 11 | Liannes Castañeda | C     | 18 ottobre 1986  | Guantánamo       |
| 13 | Rosanna Giel      | -     | 10 giugno 1992   | Ciego de Ávila   |
| 14 | Kenia Carcaces    | S     | 23 gennaio 1986  | Holguín          |
| 15 | Yusidey Silié     | P/O   | 11 novembre 1984 | Ciudad Habana    |
| 17 | Gyselle Silva     | C     | 29 ottobre 1991  | Santiago de Cuba |

## Germania
| N° | Nome              | Ruolo | Data di nascita   | Squadra       |
| -- | ----------------- | ----- | ----------------- | ------------- |
| -  | Giovanni Guidetti | All   | 20 settembre 1982 | VakıfBank GS  |
| 1  | Lenka Dürr        | L     | 10 dicembre 1990  | Vilsbiburg    |
| 2  | Kathleen Weiß     | P     | 2 febbraio 1984   | Sirio Perugia |
| 5  | Lena Möllers      | P     | 6 gennaio 1990    | Vilsbiburg    |
| 6  | Saskia Hippe      | S     | 16 gennaio 1991   | Dresdner      |
| 7  | Patricia Grohmann | S     | 27 gennaio 1990   | Potsdam       |
| 9  | Corina Ssuschke   | C     | 5 maggio 1983     | Prostějov     |
| 10 | Anne Matthes      | S     | 30 aprile 1985    | Forlì         |
| 12 | Heike Beier       | S     | 9 dicembre 1983   | River         |
| 13 | Sarah Petrausch   | S     | 31 luglio 1990    | Vilsbiburg    |
| 14 | Margareta Kozuch  | O     | 30 ottobre 1986   | Asystel       |
| 15 | Maren Brinker     | S     | 10 luglio 1986    | Münster       |
| 16 | Anja Brandt       | C     | 15 febbraio 1990  | Schweriner    |
| 17 | Anke Borowikow    | C     | 13 dicembre 1986  | Wiesbaden     |
| 18 | Nadja Schaus      | S     | 8 novembre 1984   | Wiesbaden     |

## Giappone
| N° | Nome             | Ruolo | Data di nascita   | Squadra             |
| -- | ---------------- | ----- | ----------------- | ------------------- |
| -  | Masayoshi Manabe | All   | 21 agosto 1963    | -                   |
| 1  | Hiroko Matsuura  | P     | 15 luglio 1990    | NEC Red Rockets     |
| 2  | Masami Yokoyama  | P     | 12 dicembre 1981  | Denso Airybees      |
| 4  | Kaori Inoue      | C     | 21 ottobre 1982   | Denso Airybees      |
| 5  | Ai Ōtomo         | C     | 24 marzo 1982     | JT Marvelous        |
| 7  | Mai Yamaguchi    | S     | 3 luglio 1983     | Okayama Seagulls    |
| 8  | Chie Yoshizawa   | S     | 9 luglio 1983     | Tenerife            |
| 9  | Mizuho Ishida    | S     | 22 gennaio 1988   | Hisamitsu Springs   |
| 10 | Yuki Shoji       | C     | 19 novembre 1981  | Ageo Medics         |
| 11 | Yukiko Ebata     | S     | 7 novembre 1989   | Hitachi Sawa Rivale |
| 13 | Mai Fukuda       | S     | 30 gennaio 1984   | Okayama Seagulls    |
| 14 | Yoshiko Yano     | C     | 1º agosto 1985    | Denso Airybees      |
| 16 | Saori Sakoda     | S     | 18 dicembre 1987  | Toray Arrows        |
| 17 | Akiko Ino        | L     | 28 settembre 1986 | NEC Red Rockets     |

## Paesi Bassi
| N° | Nome               | Ruolo | Data di nascita   | Squadra        |
| -- | ------------------ | ----- | ----------------- | -------------- |
| -  | Avital Selinger    | All   | 10 marzo 1959     | -              |
| 2  | Femke Stoltenborg  | P     | 30 luglio 1991    | HAN            |
| 3  | Francieen Hurmann  | C     | 10 aprile 1975    | -              |
| 5  | Robin De Kruijf    | C     | 5 maggio 1991     | TVC Amstelveen |
| 6  | Maret Grothues     | S     | 16 settembre 1988 | TVC Amstelveen |
| 7  | Quinta Steenbergen | C     | 2 aprile 1984     | TVC Amstelveen |
| 8  | Alice Blom         | S     | 7 aprile 1980     | Fenerbahçe     |
| 9  | Myrth Schoot       | P     | 29 agosto 1988    | TVC Amstelveen |
| 10 | Janneke van Tienen | L     | 29 maggio 1979    | -              |
| 11 | Caroline Wensink   | C     | 4 agosto 1984     | River          |
| 12 | Manon Flier        | O     | 8 febbraio 1984   | Asystel        |
| 13 | Anne Buijs         | P     | 2 dicembre 1991   | TVC Amstelveen |
| 14 | Laura Dijkema      | P     | 18 febbraio 1990  | TVC Amstelveen |
| 16 | Debby Stam         | S     | 24 luglio 1984    | VakıfBank GS   |
| 17 | Nicole Koolhaas    | C     | 31 gennaio 1991   | Alterno        |

## Polonia
| N° | Nome                  | Ruolo | Data di nascita   | Squadra          |
| -- | --------------------- | ----- | ----------------- | ---------------- |
| -  | Jerzy Matlak          | All   | 21 giugno 1945    | -                |
| 1  | Maja Tokarska         | C     | 22 febbraio 1991  | PTPS             |
| 2  | Ewelina Sieczka       | S     | 26 gennaio 1988   | Dąbrowa Górnicza |
| 3  | Karolina Kosek        | S     | 28 giugno 1985    | Budowlani Łódź   |
| 6  | Patrycja Polak        | S     | 23 febbraio 1991  | Pałac Bydgoszcz  |
| 7  | Berenika Tomsia       | C     | 18 marzo 1988     | BKS              |
| 8  | Katarzyna Zaroślińska | O     | 3 febbraio 1987   | Budowlani Łódź   |
| 10 | Klaudia Kaczorowska   | S     | 20 dicembre 1988  | PTPS             |
| 11 | Krystyna Tkaczewska   | L     | 24 luglio 1987    | Dąbrowa Górnicza |
| 12 | Milena Sadurek        | P     | 18 ottobre 1984   | Metal Galați     |
| 13 | Paulina Maj           | L     | 22 marzo 1987     | PTPS             |
| 15 | Zuzanna Efimienko     | C     | 8 agosto 1989     | Gwardia Wrocław  |
| 16 | Joanna Wołosz         | P     | 7 aprile 1990     | Gwardia Wrocław  |
| 17 | Joanna Kaczor         | O     | 16 settembre 1984 | River            |

## Russia
| N° | Nome                | Ruolo | Data di nascita  | Squadra          |
| -- | ------------------- | ----- | ---------------- | ---------------- |
| -  | Vladimir Kuzjutkin  | All   | -                | -                |
| 1  | Marija Borodakova   | C     | 8 marzo 1986     | Dinamo-Kazan     |
| 3  | Ol'ga Fateeva       | O     | 5 maggio 1984    | Zareč'e Odincovo |
| 4  | Natalija Hončarova  | S     | 1º giugno 1989   | Dinamo Mosca     |
| 6  | Tat'jana Košeleva   | S     | 23 dicembre 1988 | Zareč'e Odincovo |
| 7  | Svetlana Krjučkova  | L     | 21 febbraio 1985 | Dinamo Mosca     |
| 8  | Hanna Cokur         | S     | 2 aprile 1984    | Dinamo Krasnodar |
| 9  | Julija Merkulova    | C     | 17 febbraio 1984 | Dinamo Krasnodar |
| 10 | Elena Konstantinova | C     | 25 agosto 1981   | Dinamo-Jantar    |
| 11 | Ksenija Naumova     | S     | 1º febbraio 1990 | Dinamo-Kazan     |
| 13 | Ol'ga Sažina        | S     | 19 febbraio 1986 | Dinamo-Jantar    |
| 14 | Evgenija Starceva   | P     | 6 febbraio 1989  | Avtodor-Metar    |
| 15 | Vera Uljakina       | P     | 21 agosto 1986   | Dinamo-Kazan     |
| 17 | Ljudmila Malofeeva  | S     | 18 maggio 1988   | Omička           |
| 18 | Regina Moroz        | C     | 14 gennaio 1987  | Dinamo-Kazan     |

## Stati Uniti
| N° | Nome              | Ruolo | Data di nascita  | Squadra              |
| -- | ----------------- | ----- | ---------------- | -------------------- |
| -  | Hugh McCutcheon   | All   | 13 ottobre 1969  | -                    |
| 1  | Ogonna Nnamani    | O     | 29 luglio 1983   | Prostějov            |
| 2  | Kristin Richards  | S     | 30 giugno 1985   | Omička               |
| 3  | Christa Harmotto  | C     | 12 ottobre 1986  | Guangdong Hengda     |
| 4  | Angela Pressey    | S     | 6 giugno 1986    | Stati Uniti          |
| 5  | Tamari Miyashiro  | L     | 8 luglio 1987    | Stati Uniti          |
| 6  | Nicole Davis      | L     | 24 aprile 1982   | Lokomotiv Baku       |
| 7  | Jill Collymore    | S     | 2 dicembre 1987  | Stati Uniti          |
| 8  | Cynthia Barboza   | S     | 7 febbraio 1987  | Toray Arrows         |
| 9  | Jennifer Joines   | C     | 23 novembre 1982 | Llaneras de Toa Baja |
| 13 | Alexis Crimes     | C     | 12 giugno 1986   | Stati Uniti          |
| 14 | Nicole Fawcett    | O     | 16 dicembre 1986 | Dinamo-Jantar        |
| 15 | Courtney Thompson | P     | 4 novembre 1984  | Lancheras de Cataño  |
| 17 | Mary Spicer       | P     | 3 luglio 1987    | Leonas de Ponce      |
| 18 | Megan Hodge       | S     | 15 ottobre 1988  | Criollas de Caguas   |